# Gestión de relaciones con el cliente

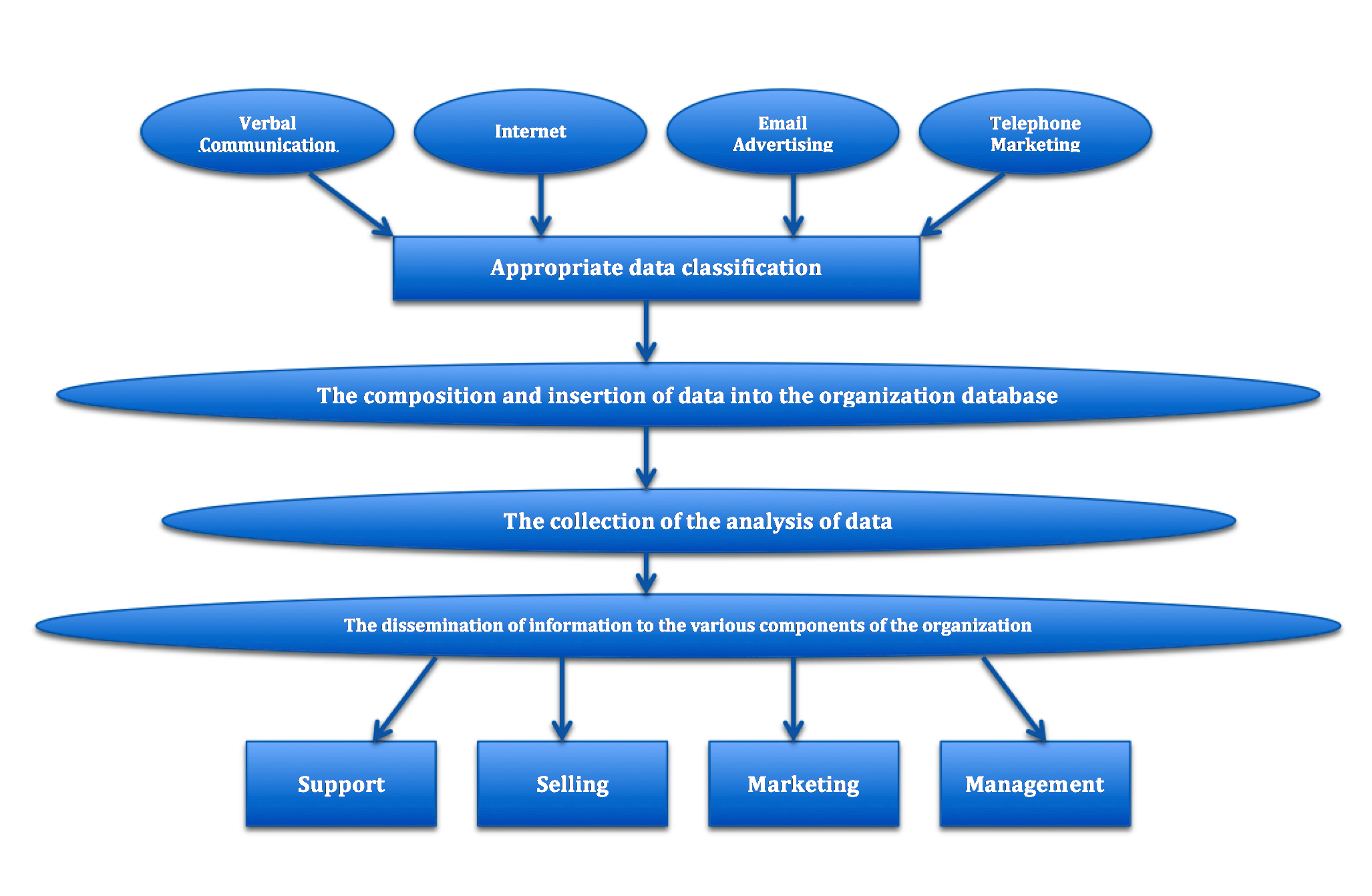
Esquema simple sobre gestión de relaciones con el cliente.

La gestión o administración de relaciones con el cliente (customer relationship management), más conocida por sus siglas en inglés CRM, puede tener varios significados:
- Administración o gestión basada en la relación con los clientes: un modelo de gestión de toda la organización, basada en la satisfacción del cliente (u orientación al mercado según otros autores). El concepto más cercano es marketing relacional (según se usa en España) y tiene mucha relación con otros conceptos, como clienting, marketing 1x1, marketing directo de base de datos, etc.

- Software para la administración o gestión de la relación con los clientes: Sistemas informáticos de apoyo a la gestión de las relaciones con los clientes, a la venta y al marketing, y que se integran en los llamados Sistemas de Gestión Empresarial (SGE), y que incluyen CRM, ERP, PLM, SCM y SRM. El software de CRM puede comprender varias funcionalidades para gestionar las ventas y los clientes de la empresa: automatización y promoción de ventas, tecnologías data warehouse («almacén de datos») para agregar la información transaccional y proporcionar capa de reporting, dashboards e indicadores claves de negocio, funcionalidades para seguimiento de campañas de marketing y gestión de oportunidades de negocio, capacidades predictivas y de proyección de ventas.

El CRM es un enfoque para gestionar la interacción de una empresa con sus clientes actuales y potenciales, es una forma de pensar y de actuar de una empresa hacia los clientes/consumidores. Un CRM abarca a los sistemas que mantienen datos específicos con el fin de mantener la relación de los clientes con la empresa en todo momento. Utiliza el análisis de datos de la historia de los clientes con la empresa y para mejorar las relaciones comerciales con dichos clientes, centrándose específicamente en la retención de los mismos y, en última instancia, impulsando el crecimiento de las ventas.
Un aspecto importante del enfoque de CRM son los sistemas informáticos de CRM que recopilan datos de una variedad de canales de comunicación diferentes, incluidos el sitio web, el teléfono, el correo electrónico, el chat en vivo, los materiales de marketing y, más recientemente, las redes sociales de la compañía. A través del enfoque de CRM y los diferentes sistemas que lo integran, las empresas aprenden más sobre sus audiencias objetivo y cómo atender mejor sus necesidades. Sin embargo, la adopción del enfoque de CRM también puede ocasionalmente, generar favoritismo entre una audiencia de consumidores, lo que resulta en insatisfacción entre los clientes y en derrotar el propósito de CRM.
Por cuota de mercado estaría en primera posición Salesforce, seguido de Hubspot. 

## Funciones
Cuando el CRM está separado para gestionar el negocio, la gestión del ciclo de vida de las ventas y clientes es difícil o imposible; la gestión de ciclo de vida es muy importante ya que muchas empresas hoy en día interactúan con el cliente mucho tiempo después de que se realizó la venta, colaborando con ellos:
- En la ingeniería bajo pedido (ETO).
- Configurar a pedido (CTO).
- Procesos de gestión de servicios.

Cada vez más el CRM debe ser extensible, para apoyar a la planificación de recursos empresariales funcionalidades como: la ingeniería, fabricación, compras, finanzas y gestión de servicios. Debido a que el CRM tradicional o el CRM estratégico, son una parte integral del ERP, aportan información completa del cliente sobre el proyecto, las facturas, inventario, etc.
Los sistemas de software CRM aportan distintas funciones para a la gestión de las relaciones con el cliente:
- Almacenamiento de los datos de los clientes a nivel comercial
- Creación de segmentos personalizados para distintos objetivos
- Seguimiento tanto de clientes como de ventas
- Automatización de los procesos de venta (leads, alertas, tareas…)
- Generación de promociones específicas
- Gestión del servicio postventa de los productos

## CRM como modelo de gestión de la empresa
De acuerdo con Peppers y Rogers, «una empresa que se vuelca a sus clientes es una empresa que utiliza la información para obtener una ventaja competitiva y alcanzar el crecimiento y la rentabilidad. En su forma más generalizada, CRM puede ser considerado un conjunto de prácticas diseñadas, simplemente, para poner a una empresa en un contacto mucho más cercano con sus clientes. De este modo, aprender más acerca de cada uno, con el objetivo más amplio de que cada uno sea más valioso incrementando el valor de la empresa».

## Social CRM
A partir de la formación de grandes corporaciones, el contacto 1 a 1 se va perdiendo y se despersonaliza cualquier transacción, dejando de lado la relación de los clientes con la marca.
El CRM, y especialmente el Social CRM nacen de la necesidad de recuperar los vínculos personales con los clientes.  En la era de las redes sociales cobra mayor importancia, ya que cada opinión se multiplica de forma viral y afecta significativamente la imagen de la marca. Por eso el Social CRM difiere del CRM tradicional agregando la posibilidad de intercambio y conversación con los clientes.
Mediante la conexión constante y el registro de la información de la actividad, la empresa lleva un seguimiento de cada uno de sus contactos en el mundo digital. Se les provee de información y soporte, se les avisa de nuevas activaciones y propuestas, y se les recompensa por producir contenido positivo. Esto conduce a una constante realimentación, pues los clientes tienen la posibilidad de opinar y compartir mediante redes sociales como Facebook y Twitter, que también permiten identificar prospectos y conocer sus gustos y preferencias. Así la producción de contenidos se vuelve cada vez más personalizada y relevante, profundizando la relación.